# Joanna R. Ziegler Page
Joanna R. Ziegler Page (1938-) es una botánica, algóloga, taxónoma, conservadora, y exploradora estadounidense.

## Carrera
En 1969, obtuvo su Ph.D. en biología vegetal, por la Universidad Estatal de Ohio.
Desarrolla actividades académicas y científicas en el Departamento de Biología Ecológica y Evolucionaria, Storrs, Connecticut, de la Universidad de Connecticut.

## Algunas publicaciones
- joanna r. ziegler Page. 1970. EXISTENCE OF A DERBESIA PHASE IN THE LIFE HISTORY OF HALICYSTIS OSTERHOUTII BLINKS AND BLINKS. Journal of Phycology 6: 375 – 380. doi: 10.1111/j.1529-8817.1970.tb02411.x[8]

- ---------------------------, b.m. Sweeney. 1968. Culture studies on the marine green alga Halicystis parvula-Derbesia tenuissima. III. Control of gamete formation by an endogenous rhythm. Journal of Phycology 4: 253 – 260. doi: 10.1111/j.1529-8817.1968.tb04693.x

- ---------------------------, j.m. Kingsbury. 1968. Culture studies on the marine green alga Halicystis parvula-Derbesia tenuissima. II. Synchrony and periodicity in gamete formation and release. Am. J. Bot. 55: 1 - 11 resumen y 1ª p.

- ---------------------------, -----------------. 1964. Cultural studies on the marine alga Halicystis parvula-Derbesia tenuissima 1. Normal and abnormal sexual and asexual reproduction. Phycologia 4: 105 - 116, 2 figs.

### Cap. de libros
- janet r. Stein. 1979. Handbook of Phycological Methods: Culture Methods and Growth Measurements, v. 1. Editor Janet R. Stein. Edición ilustrada, reimpresa, revisada publicada por CUP Archive, 472 p. ISBN 0521297478, ISBN 9780521297479
  - joanna r. ziegler Page. Methods for coenocytic algae, p. 106 - 126

## Honores

### Galardones
- 2007: Founder's Trees and Commemorative Trees, por el Penn State Mont Alto Arboretum.[9]

- La abreviatura «J.R.Z.Page» se emplea para indicar a Joanna R. Ziegler Page como autoridad en la descripción y clasificación científica de los vegetales.[10]